# Condado de Harlan (Nebraska)
El condado de Harlan (en inglés: Harlan County), fundado en 1871, es un condado del estado estadounidense de Nebraska. En el año 2000 tenía una población de 3.786 habitantes con una densidad de población de 3 personas por km². La sede del condado es Alma.

## Geografía
Según la oficina del censo el condado tiene una superficie total de 1487 km² (574,1 mi²), de los que 1432 km² (552,9 mi²) son tierra y 54 km² (20,8 mi²) (3,73%) son agua.

## Condados adyacentes
- Condado de Phelps - norte
- Condado de Kearney - noroeste
- Condado de Franklin - este
- Condado de Phillips - sur
- Condado de Norton - suroeste
- Condado de Furnas - oeste

## Demografía
Según el censo del 2000 la renta per cápita media de los habitantes del condado era de 30.679 dólares y el ingreso medio de una familia era de 36.875 dólares. En el año 2000 los hombres tenían unos ingresos anuales 27.580 dólares frente a los 18.411 dólares que percibían las mujeres. El ingreso por habitante era de 15.618 dólares y alrededor de un 10.10% de la población estaba bajo el umbral de pobreza nacional.

## Ciudades y pueblos
- Alma
- Huntley
- Orleans
- Oxford (partial)
- Ragan
- Republican City
- Stamford